# Yut
Lo Yut(윷?), conosciuto anche come Nyout o Yunnori (윷놀이?), è un antico e tradizionale gioco da tavolo coreano. Viene tradizionalmente giocato durante il periodo delle festività legate al nuovo anno (similmente alla tombola in Italia). Appartiene alla famiglia dei giochi "Cerchio e Croce".

## Storia

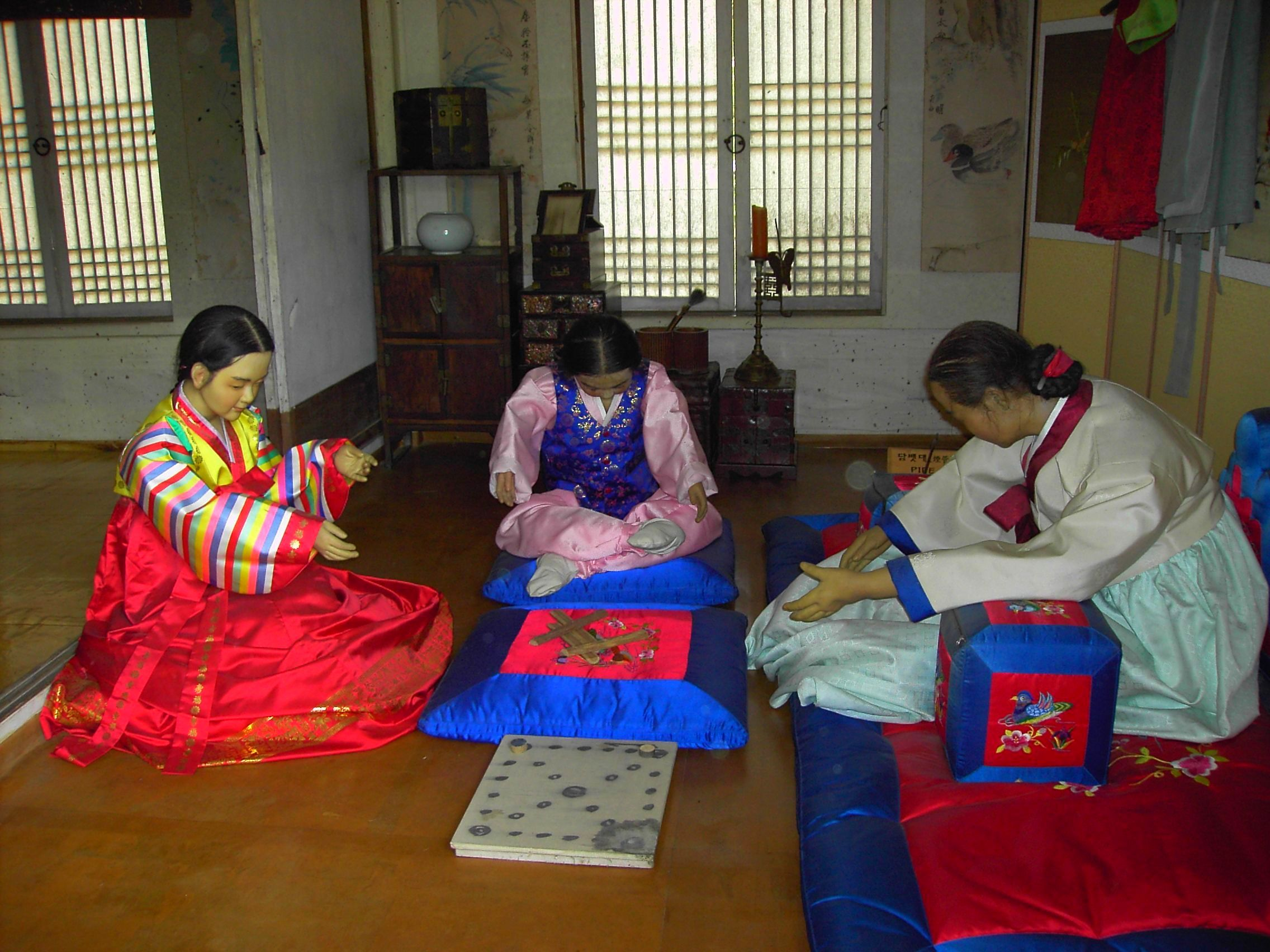
Rappresentazione tradizionale

Le origini del gioco non sono chiare ma alcune ricerche suggeriscono che sia stato in uso già dall'epoca dei tre regni (57 aC - 668 dC). È quindi predecessore del gioco indiano pachisi a cui assomiglia.

## Regole
Il tavoliere è formato da 29 caselle delle quali quattro rappresentano i punti cardinali. Ogni giocatore ha 4 pedine che rappresentano dei cavalli (mal). Lo scopo del gioco è uscire dalla porta Nord prima dell'avversario. Si suppone che venisse anticamente usato anche per pratiche di divinazione.
Per gli spostamenti delle pedine, invece dei classici dadi, si utilizzano 4 bastoncini o pezzetti di bambù; a seconda di quanti bastoncini cadono a faccia in giù viene deciso il numero di mosse corrispondenti.

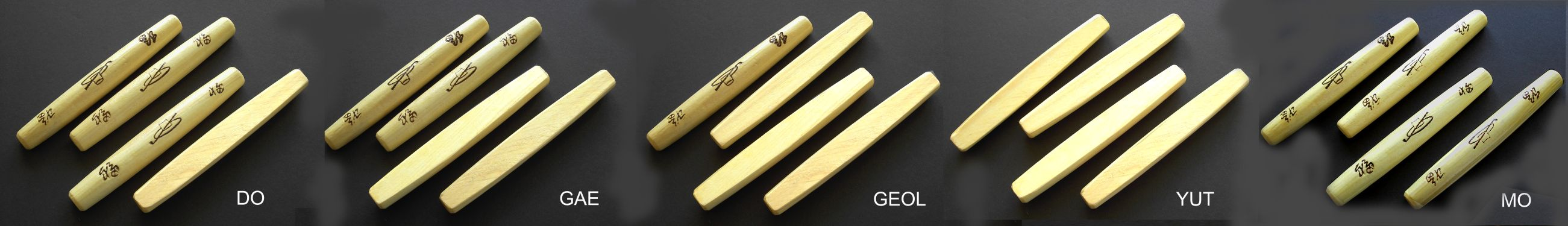
Le diverse combinazioni dei bastoncini